# Montserrat Ruiz
Montserrat Ruiz (León, Guanajuato; 3 de febrero de 1993) es una artista marcial mixta mexicana que compite en la división de peso paja de Ultimate Fighting Championship.

## Primeros años
A los 16 años, Ruiz comenzó a practicar la lucha olímpica en la Técnica 1 de León, Guanajuato, posteriormente fue seleccionada nacional, estuvo tres años en el Centro Nacional de Alto Rendimiento (CNAR) de la Ciudad de México y luego dio el salto a las MMA. Fue 7 veces campeona nacional en México.

## Carrera de artes marciales mixtas

### Carrera temprana
Montserrat Ruiz hizo su debut profesional en MMA en 2014 en el Coliseo Gladiadores, una promotora de México. Logró una racha ganadora de nueve peleas luchando bajo varias promociones de MMA en México antes de entrar en el circuito americano.

### Invicta FC
Ruiz hizo su debut promocional para Invicta FC contra la veterana de UFC Danielle Taylor en Invicta FC 33 el 15 de diciembre de 2018. Perdió la pelea por decisión unánime.
Tras la derrota ante Danielle, sufrió una lesión que la mantuvo alejada de la jaula durante más de un año.
En su segunda actuación, Ruiz se enfrentó a Janaisa Morandin el 30 de julio de 2020 en Invicta FC 41: Morandin vs. Ruiz. Ganó el combate con facilidad gracias a la sumisión por llave en el primer asalto.
Ruiz estaba programada para enfrentarse a Emily Ducote por el vacante Campeonato de Peso Paja de Invicta FC en Invicta FC 43, sin embargo, el día del evento, la pelea fue cancelada debido a las precauciones de COVID.

### Ultimate Fighting Championship
Debutó en la UFC contra Cheyanne Vlismas el 20 de marzo de 2021 en UFC on ESPN: Brunson vs. Holland. Ganó el combate por decisión unánime, manteniendo a Buys en posición de bloqueo de cabeza durante la mayor parte del combate.
Ruiz se enfrentó a Amanda Lemos el 17 de julio de 2021 en UFC on ESPN: Makhachev vs. Moisés. Ruiz perdió la pelea por nocaut técnico en el primer asalto.
Después de un tomarse un descanso de 2 años, Ruiz se enfrentó a Jaqueline Amorim el 12 de agosto de 2023 en UFC on ESPN: Luque vs. dos Anjos. Perdió la pelea por nocaut técnico en el tercer asalto.
Ruiz se enfrentó a Eduarda Moura, reemplazando a So Yul Kim, el 4 de noviembre de 2023, en UFC Fight Night 231. En los pesajes, Moura pesó 119,5 libras, tres libras y media por encima del límite de peleas sin título de peso paja. La pelea se desarrolló en el peso acordado y Moura fue multada con el 30% de su bolsa, que fue para Ruiz. Perdió la pelea por nocaut técnico en el segundo asalto.

## Campeonatos y logros

### Artes marciales mixtas
- Xtreme Fighters Latino
  - Campeonato de Peso Paja de la XFL[3]
- MAX Fights
  - Campeonato de Peso Paja de MAX Fights[3]

## Récord en artes marciales mixtas
| Récord profesional | Récord profesional | Récord profesional |
| 14 peleas          | 10 victorias       | 4 derrotas         |
| ------------------ | ------------------ | ------------------ |
| Nocaut             | 3                  | 3                  |
| Sumisión           | 2                  | 0                  |
| Decisión           | 5                  | 1                  |

| Resultado | Récord | Oponente                 | Método                                 | Evento                                  | Fecha                   | Ronda | Tiempo | Localización        | Notas                                          |
| --------- | ------ | ------------------------ | -------------------------------------- | --------------------------------------- | ----------------------- | ----- | ------ | ------------------- | ---------------------------------------------- |
| Derrota   | 10–4   | Eduarda Moura            | TKO (golpes)                           | UFC Fight Night: Almeida vs. Lewis      | 4 de noviembre de 2023  | 2     | 2:14   | São Paulo           |                                                |
| Derrota   | 10–3   | Jaqueline Amorim         | TKO (codazos y golpes)                 | UFC on ESPN: Luque vs. dos Anjos        | 12 de agosto de 2023    | 3     | 3:41   | Las Vegas, Nevada   |                                                |
| Derrota   | 10–2   | Amanda Lemos             | TKO (golpes)                           | UFC on ESPN: Makhachev vs. Moisés       | 17 de julio de 2021     | 1     | 0:35   | Las Vegas, Nevada   |                                                |
| Victoria  | 10–1   | Cheyanne Vlismas         | Decisión (unánime)                     | UFC on ESPN: Brunson vs. Holland        | 20 de marzo de 2021     | 3     | 5:00   | Las Vegas, Nevada   |                                                |
| Victoria  | 9–1    | Janaisa Morandin         | Sumisión (bloqueo de la bufanda)       | Invicta FC 41: Morandin vs. Ruiz        | 30 de julio de 2020     | 1     | 3:28   | Kansas City, Kansas | Actuación de la Noche.                         |
| Derrota   | 8–1    | Danielle Taylor          | Decisión (unánime)                     | Invicta FC 33: Frey vs. Grusander II    | 15 de diciembre de 2018 | 3     | 5:00   | Kansas City, Misuri |                                                |
| Victoria  | 8–0    | Sarai Saenz Flores       | Sumisión (estrangulamiento por detrás) | Xtreme Fighters Latino 36               | 9 de diciembre de 2017  | 3     | 5:00   | Ciudad de México    | Ganó el Campeonato de Peso Paja de la XFL.     |
| Victoria  | 7–0    | Saray Orozco Rodríguez   | Decisión (unánime)                     | The Art of Fighting: In Search of Glory | 2 de septiembre de 2017 | 3     | 5:00   | Guadalajara         |                                                |
| Victoria  | 6–0    | Jazmin Gonzalez          | TKO (golpes)                           | MAX Fights: Battle On The Beach         | 11 de junio de 2016     | 1     | 1:18   | Zihuatanejo         | Ganó el Campeonato de Peso Paja de MAX Fights. |
| Victoria  | 5–0    | Pamela Gonzalez          | Sumisión (barra de brazo)              | MMA Madness 6                           | 5 de diciembre de 2015  | 2     | N/A    | Ciudad de México    | Debut en el peso paja.                         |
| Victoria  | 4–0    | Diana Reyes              | TKO (golpes)                           | Urban Fighting League 5                 | 28 de febrero de 2015   | 2     | 3:28   | Cuautitlán Izcalli  |                                                |
| Victoria  | 3–0    | Paulette Reyes Hernandez | TKO (golpes)                           | Maximum Cage Fighting VIP 5             | 18 de octubre de 2014   | 3     | 3:03   | Ciudad de México    |                                                |
| Victoria  | 2–0    | Annely Jiménez Garcia    | Decisión (unánime)                     | Xtreme Kombat 25                        | 30 de agosto de 2014    | 3     | 5:00   | Ciudad de México    |                                                |
| Victoria  | 1–0    | Lucy Moreno Murillo      | Decisión (dividida)                    | Gladiators Coliseum 10                  | 30 de marzo de 2014     | 3     | 5:00   | León, Guanajuato    | Debut en el peso mosca.                        |